# مولودية بجاية
مولودية بجاية، هو نادٍ جزائري محترف لكرة القدم مقره في بجاية في الجزائر. تأسس عام 1954. ألوانه هي الأخضر والأسود. الملعب الرسمي للفريق هو ملعب الوحدة المغاربية الذي يتسع لـ18 ألف متفرج. يلعب النادي حاليًا في الرابطة ما بين الجهات لكرة القدم.

## تاريخ
في مايو 2015 فاز مولودية بجاية بكأس الجزائر وهو أول لقب وطني له، بعد تغلبه على أمل الأربعاء بنتيجة 1-0 في نهائي 2015. في دوري الدرجة الأولى الجزائري 2016-2017 اجتذب فريق مولودية بجاية متوسط مشاهدات بلغ 11000.

## تشكيلة اللاعبين
- منصوري إسماعيل (حارس)
- رحمانى شمس الدين (حارس)
- أمير عقيد (دفاع)
- بوعلى سفيان (دفاع)
- بن على سليم (دفاع)
- قجالى منير (دفاع)
- يوغرطة دورمان (دفاع)
- ميباراكو زيدان (دفاع)
- مسعودي عبد القادر (دفاع)
- صالحى ياسين (دفاع)
- بطرونى محمد رضا (وسط)
- فوزي رحال (وسط)
- حمزاوى عكاشة (وسط)
- مالك فرحات (وسط)
- نسيم دحوش (وسط)
- نداي عمر (وسط)
- سومايلا سيديبي (وسط)
- يايا يزيد (وسط)
- زرداب زهير (وسط)
- ساليف بالو عصمان (هجوم)
- بنوح حمزة (هجوم)
- براهمية عماد (هجوم)
- جمال الدين شتال (هجوم)

## الطاقم الإداري

### رؤساء النادي
- جعفر هاروني (سبتمبر 2003 - ديسمبر 2003)
- عبد الحميد أزروال (ديسمبر 2003 - مارس 2004)
- نور الدين سعدي (تموز 2005 - حزيران 2006)
- دان أنجليسكو [الإنجليزية] (يوليو 2007 - ديسمبر 2007)
- حميد رحموني [الإنجليزية] (1 يوليو 2011-21 سبتمبر 2013)
- فوزي مسوني (مؤقت) (22 سبتمبر 2013-27 سبتمبر 2013)
- عبد القادر عمراني (سبتمبر 2013 - يونيو 2015)
- آلان جيجر (يونيو 2015 - سبتمبر 2015)
- عبد القادر عمراني (سبتمبر 2015 - مايو 2016)
- ناصر سنجاق (يونيو 2016 -)

## وصلات خارجية
- MOB-BEJAIA.COM